# Ludwigshafen
Ludwigshafen és una ciutat de Renània-Palatinat (Alemanya), important port del riu Rin. Juntament amb Mannheim i Heidelberg és una de les tres grans ciutats de l'àrea metropolitana Rin-Neckar. Té una població de 163.560 habitants (2006).
Se la coneix com la ciutat de la química pel fet que hi ha el recinte químic integrat més gran del món pertanyent a l acompanyia BASF.

## Personatges il·lustres
- Kurt Biedenkopf, antic Ministerpräsident de la Saxònia des del 1990 fins al 2002
- Ernst Bloch, filòsof
- William Dieterle, director de Hollywood
- Wolfgang Güllich, alpinista
- Helmut Kohl, antic canceller alemany des del 1982 fins al 1998
- Tomás Andrés Cañas Manzi, músic xilè-alemany, ex membre de Kudai

## Galeria

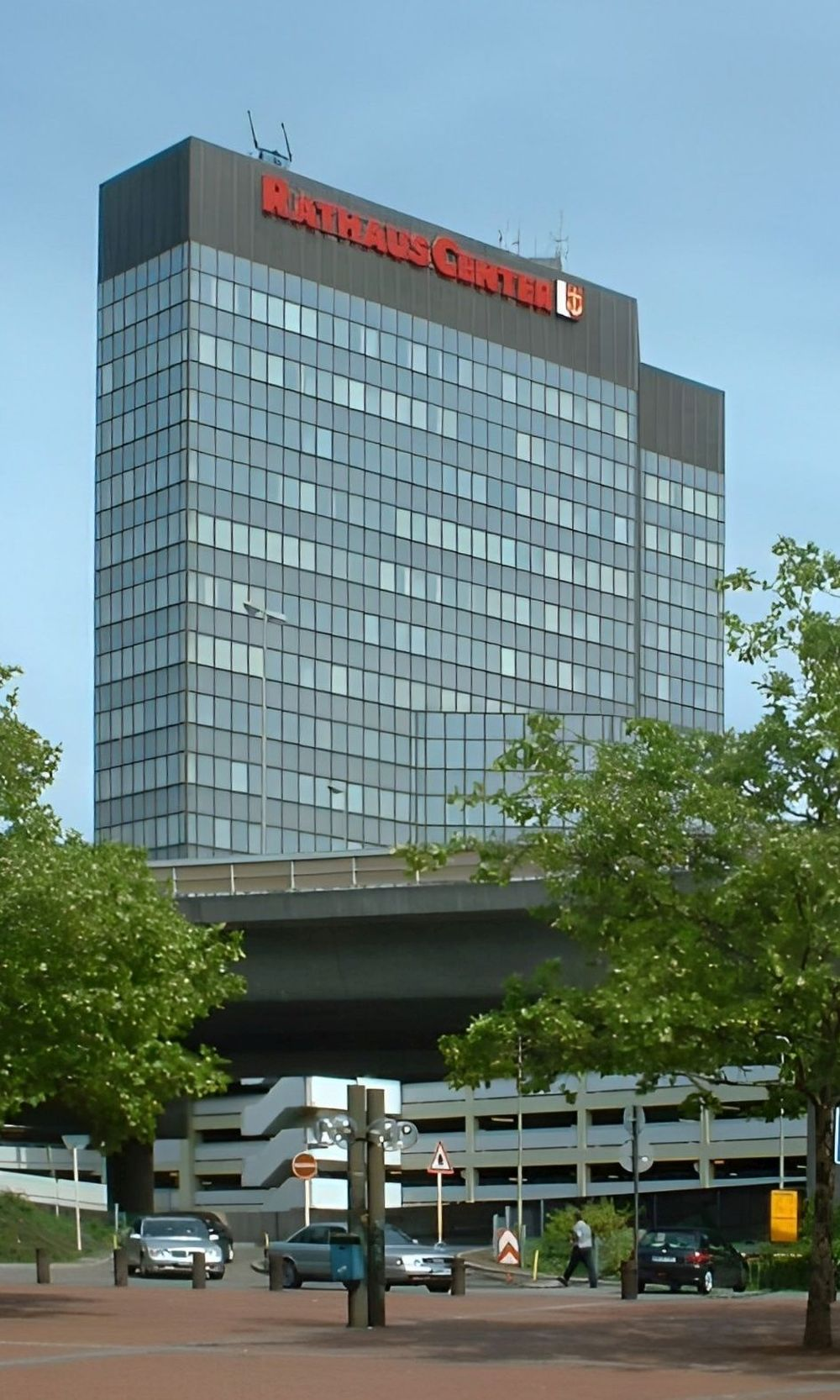
Rathaus Center
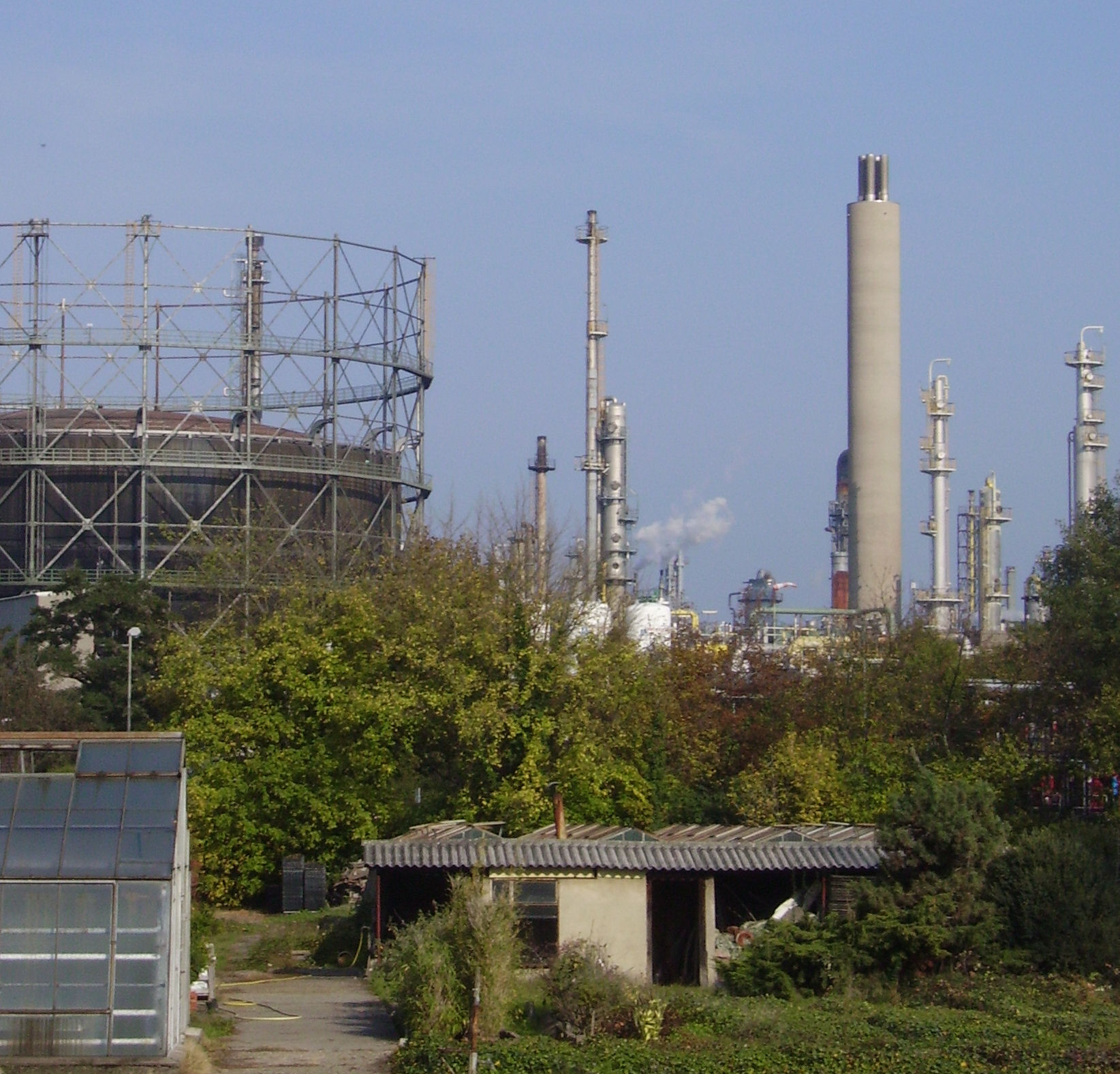
BASF
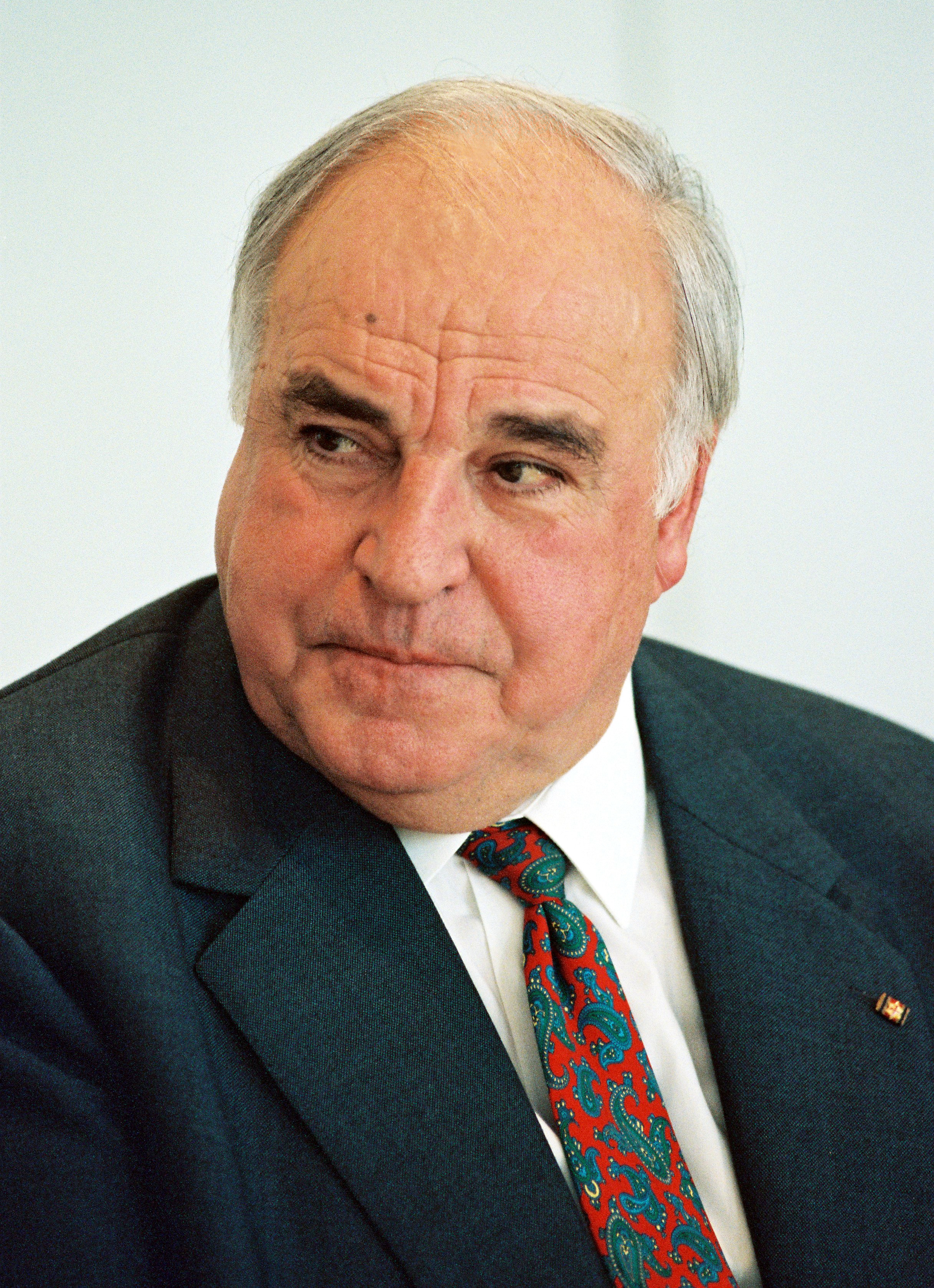
Helmut Kohl
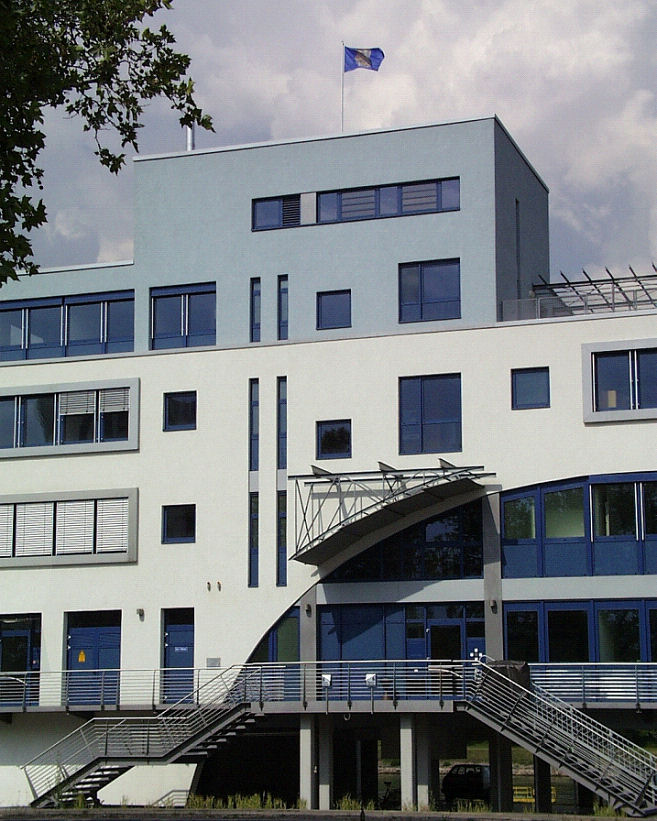
Ostasieninstitut - Institut d'Àsia Oriental
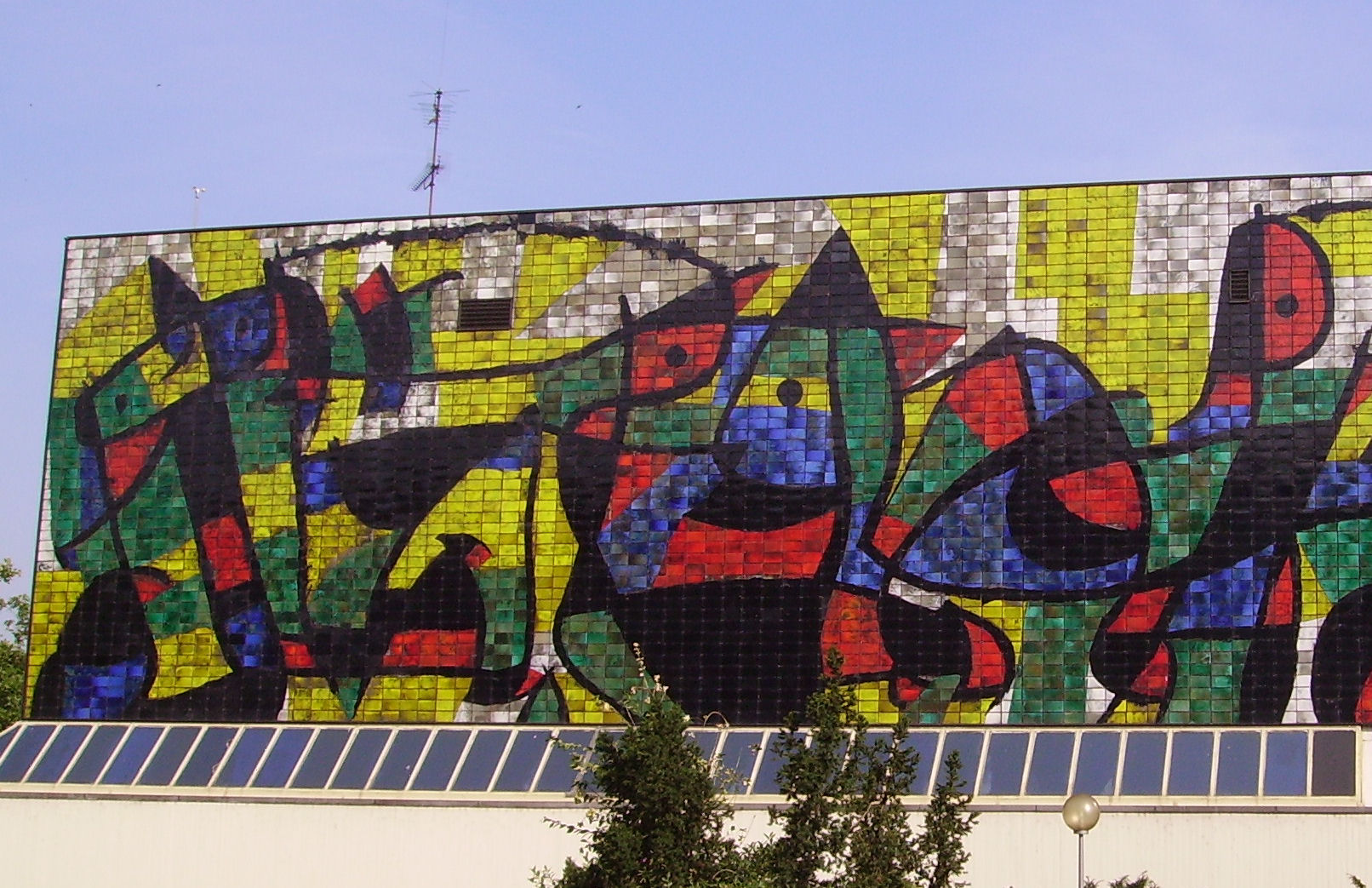
Miró-Wand (Mur Miró, 1979), de Joan Miró i Joan Gardy Artigas, al Wilhelm-Hack-Museum